# Црква Светог Георгија у Зеленику
Црква Светог Георгија у Зеленику, насељеном месту на територији општине Кучево припада Епархији браничевској Српске православне цркве.